# Ala I Pannoniorum (Africa)

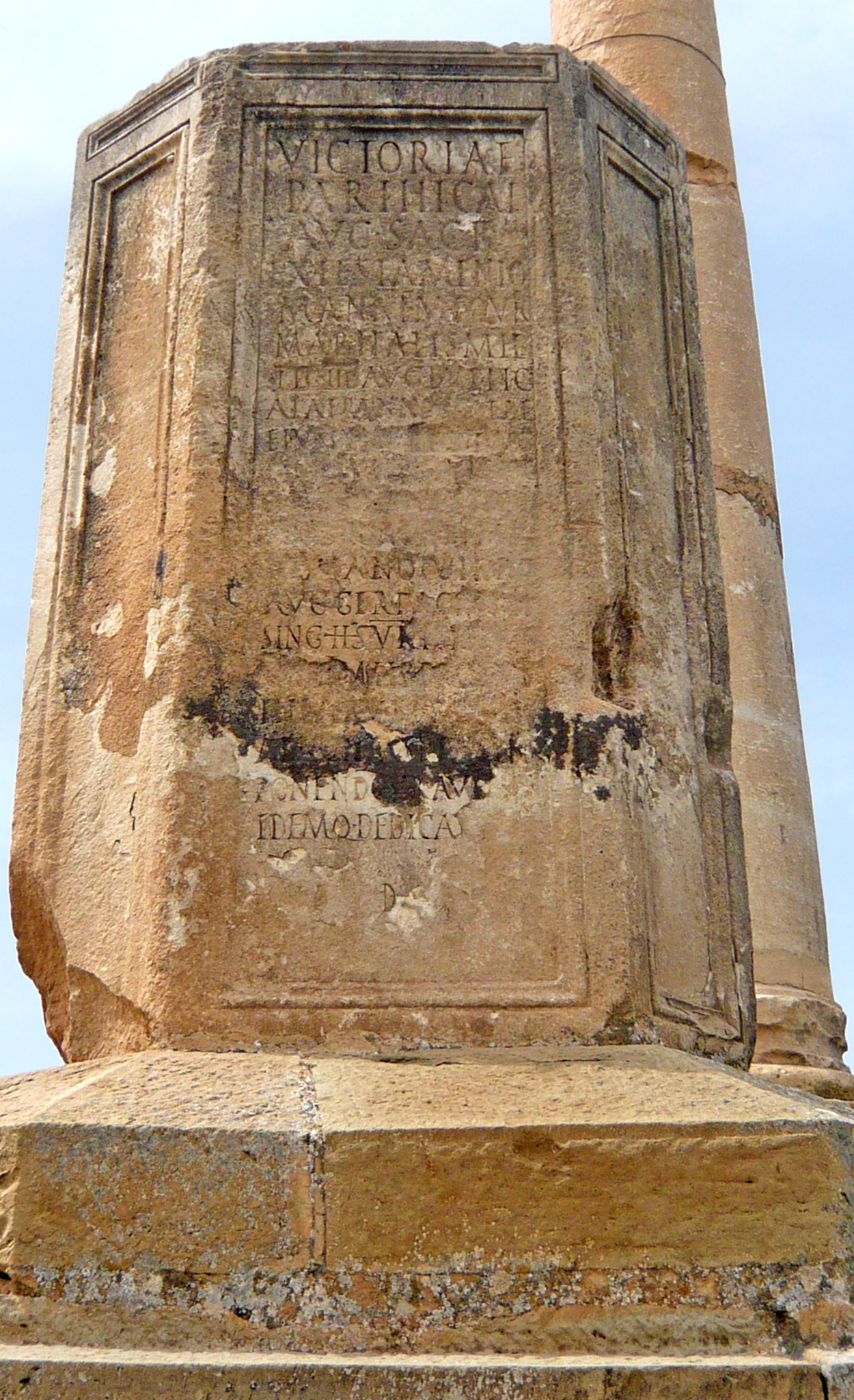
Die Inschrift des Marcus Annius Martialis

Die Ala I Pannoniorum [Gordiana] [Severiana] (deutsch 1. Ala der Pannonier [die Gordianische] [die Severianische]) war eine römische Auxiliareinheit. Sie ist durch ein Militärdiplom und Inschriften belegt.

## Namensbestandteile
- Ala: Die Ala war eine Reitereinheit der Auxiliartruppen in der römischen Armee.

- I: Die römische Zahl steht für die Ordnungszahl die erste (lateinisch prima). Daher wird der Name dieser Militäreinheit als Ala prima .. ausgesprochen.

- Pannoniorum: der Pannonier. Die Soldaten der Ala wurden bei Aufstellung der Einheit aus den verschiedenen Stämmen der Pannonier auf dem Gebiet der römischen Provinz Pannonia rekrutiert.

- Gordiana: die Gordianische. Eine Ehrenbezeichnung, die sich auf Gordian III. (238–244) bezieht. Der Zusatz kommt in der Inschrift (AE 1950, 62) vor.

- Severiana: die Severianische. Der Zusatz kommt in der Inschrift (Libyca-1955-155) vor.

Da es keine Hinweise auf den Namenszusatz milliaria (1000 Mann) gibt, war die Einheit eine Ala quingenaria. Die Sollstärke der Ala lag bei 480 Mann, bestehend aus 16 Turmae mit jeweils 30 Reitern.

## Geschichte
Die Ala wurde vermutlich während der Regierungszeit von Augustus aufgestellt. Sie wurde wohl unmittelbar nach der Aufstellung als Unterstützung der Legio III Augusta in die Provinz Africa verlegt. Neben Inschriften ist die Einheit in der Provinz Africa auch durch ein Militärdiplom belegt, das auf 127 n. Chr. datiert ist. In dem Diplom wird die Ala als Teil der Truppen (siehe Römische Streitkräfte in Africa) aufgeführt, die in der Provinz stationiert waren.
Der letzte Nachweis der Ala beruht auf der Inschrift (AE 1980, 960), die auf 282/284 datiert ist.

## Standorte
Standorte der Ala in Africa waren möglicherweise:
- Ammaedara (Haïdra): Die Inschrift von Marcus Licinius Fidelis wurde hier gefunden.
- Castellum Dimmidi (Messad): Die Inschriften von Flavius Super wurden hier gefunden.
- Castellum Phuensium (Ain Phua): Die Grabsteine von Boutius, Dasius, Iora und Tiberius Claudius Cilius wurden hier gefunden.
- Cirta (Constantine)
- Gemellae (El-Kasbat): Die Weihealtäre von Marcus Celerinius Augendus und Titus Aurelius Aurelianus sowie (AE 1950, 62) wurden hier gefunden.

## Angehörige der Ala
Folgende Angehörige der Ala sind bekannt:

### Kommandeure
| - [] Prospe[c]tu[s], ein Praepositus (um 282/284) (AE 1980, 960) - C(aius) Vibius Metellanus (CIL 8, 27428) - Fl(avius) Super, ein Präfekt (AE 1948, 214, AE 1948, 215, AE 1948, 216) | - Lucius Volcacius Primus, ein Präfekt - M(arcus) Celerinius Augendus, ein Präfekt (Libyca-1955-155) - [T(itus)] Aurelius Aurelianus, ein Präfekt (AE 1976, 735) |

### Sonstige
| - A[]us Rufus, ein Reiter (CIL 8, 27428) - Aemilius Emeritus, ein Decurio (AE 1909, 104, CIL 8, 17953). Er war auch Praepositus der Cohors II Flavia Afrorum sowie des Numerus Collatus. - Aur(elius) Celsus, ein Reiter (CIL 8, 3050) - Boutius, ein Reiter (CIL 8, 19295) - C(aius) Iulius Donatus, ein Reiter und Evocatus (AE 2007, 1747) - C(aius) Iulius Hispanus, ein Veteran und ehemaliger Decurio (AE 1951, 222) - C(aius) Iulius Pastor, ein Decurio (AE 1992, 1859, CIL 8, 18025) - C(aius) Pomponius Saturninus, ein Actuarius (Römisches Reich) (AE 1911, 100) - Dasius, ein Reiter und Sesquiplicarius (AE 1992, 1879) - Fo[n]teus Fortun[atus], ein Decurio (CIL 8, 17954) | - Iora, ein Signifer (AE 1930, 132) - Iulius Rogatianus, ein Reiter (AE 1946, 63) - Liccaio, ein Decurio (AE 1930, 133) - L(ucius) Domitius Marcellus, ein Veteran und ehemaliger Duplicarius (AE 1954, 144) - Marcus Annius Martialis, ein Decurio - M(arcus) Licinius Fidelis, ein Duplicarius (AE 1969/70, 661) - Quintus, ein Reiter (AE 1930, 133) - Spinus, ein Reiter (AE 1930, 133) - Talanus, ein Imaginifer (AE 1992, 1881) - Ti(berius) Claudius Cilius, ein Reiter (CIL 8, 6309) - T(itus) Flavius Breucus, ein Veteran und ehemaliger Decurio (AE 1915, 69) |

## Weitere Alae mit der BezeichnungAla I Pannoniorum
Es gab noch drei weitere Alae mit dieser Bezeichnung:
- die Ala I Pannoniorum (Moesia). Sie ist durch Militärdiplome von 92 bis 157 belegt und war in der Provinz Moesia inferior stationiert.
- die Ala I Pannoniorum Sabiniana. Sie ist durch Diplome von 98 bis 178 belegt und war in der Provinz Britannia stationiert.
- die Ala I Pannoniorum Tampiana. Sie ist durch Diplome von 103 bis 157 belegt und war in den Provinzen Britannia, Noricum und Pannonia stationiert.